# Lepidium muelleriferdinandi
Lepidium muelleriferdinandi är en korsblommig växtart som beskrevs av Albert Thellung. Lepidium muelleriferdinandi ingår i släktet krassingar, och familjen korsblommiga växter. Inga underarter finns listade i Catalogue of Life.